# Tierra Colorada, Puebla
Tierra Colorada är en ort i Mexiko.   Den ligger i kommunen Puebla och delstaten Puebla, i den sydöstra delen av landet, 110 km sydost om huvudstaden Mexico City. Tierra Colorada ligger 2 107 meter över havet och antalet invånare är 130.
Terrängen runt Tierra Colorada är kuperad åt sydväst, men åt nordost är den platt. Runt Tierra Colorada är det glesbefolkat, med 18 invånare per kvadratkilometer. Närmaste större samhälle är Puebla de Zaragoza, 14,4 km norr om Tierra Colorada. I omgivningarna runt Tierra Colorada växer huvudsakligen savannskog.